# ハンター・タイロ

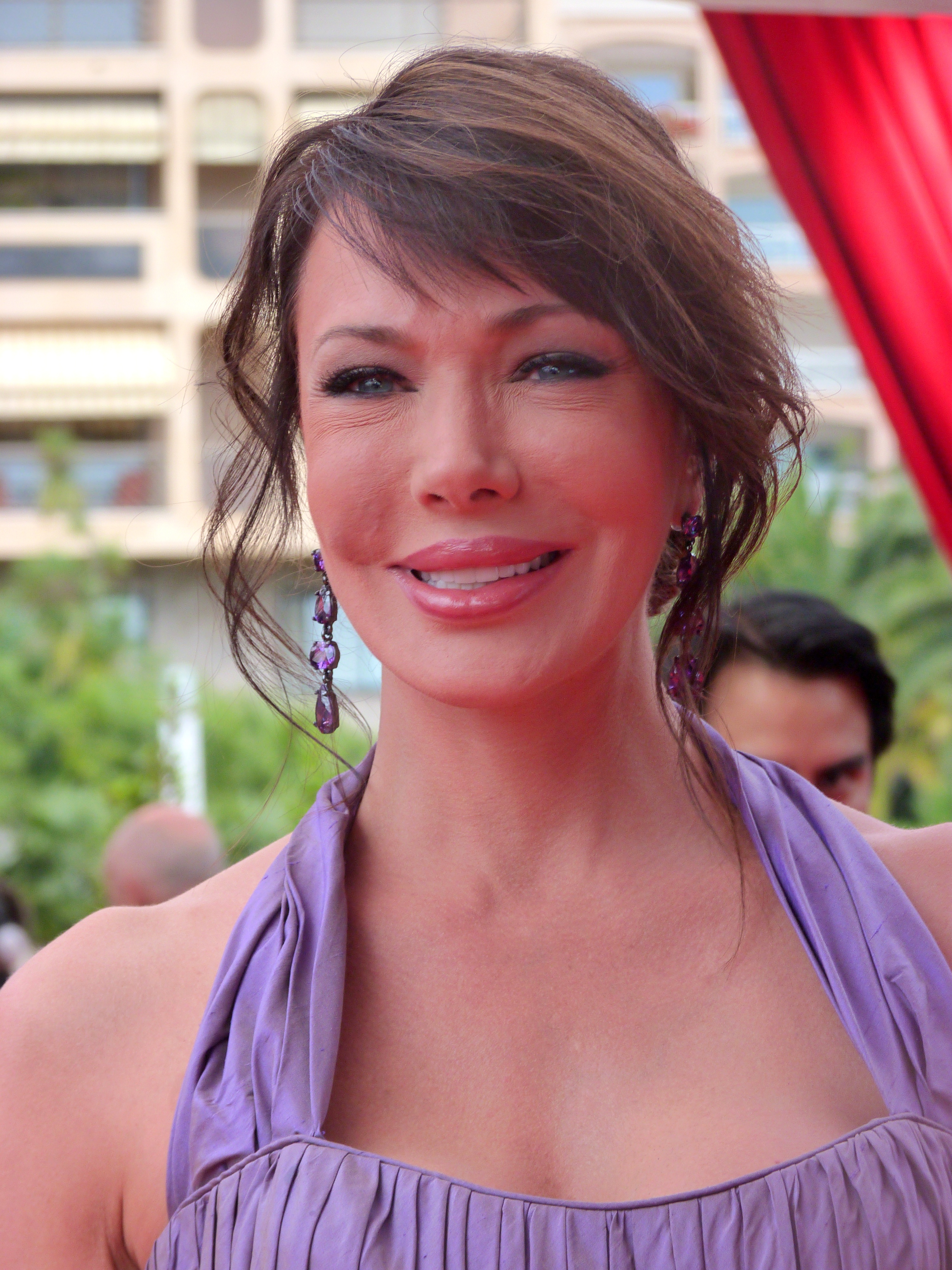
ハンター・タイロ

ハンター・タイロ（Hunter Tylo, 1962年7月3日 - ）はアメリカ合衆国の女優。テキサス州フォートワース出身。純潔運動家、プロライフ運動家。
1985年にテレビドラマ『All My Children』（英語版記事）でデビュー、ここで夫となるマイケル・タイロと出会う。1987年に引退、結婚。1994年に自らの浮気をきっかけに夫が自分のもとを去る。これをきっかけにキリスト教に目覚め、ボーン・アゲイン・クリスチャンとなった。現在は女優業のかたわら純潔運動家、プロライフ運動家として活動している。4児の母。
1997年、ハンターは、アメリカの青春ドラマ『メルローズ・プレイス』の出演を手にしていたが、妊娠していたために降板となった。この件で、ハンターはアメリカドラマの超大物プロデューサーである、アーロン・スペリングを訴えたことで有名。ハンターはこの訴訟に勝ち、489万ドルを手にしたが、結局『メルローズ・プレイス』には出演できなかった。現在、昼メロ『ボールド・アンド・ザ・ビューティフル』に出演中。

## 映画
血ぬられた入寮式／呪われた女子大生の謎（The Initiation）アリソン役　1984年アメリカ映画　日本劇場未公開・ビデオ発売